# 黎公定
黎公定（越南语：／；1968年10月1日—），越南律師、持不同政見者、人權活動家，曾因參與反鋁土礦開發活動而被越南政府逮捕判監。

## 早年
黎公定出生於越南共和國首都西貢。他的父親是一位法文和數學老師，參加過反戰運動，後加入越南共產黨，1960年因反政府活動入獄5年，南越亡國後因抗議越共政府的經濟政策被關押6個多月。黎公定在河內法學院和西貢大學學習法律，後以訪問學者身份在美國杜蘭大學學習，2000年獲得杜蘭大學法學碩士學位。2003年，黎公定就職於一家名為YKVN的越南律師事務所，該律師事務所與White & Case LLP簽約在越南提供法律協助服務，在與美國商務部的貿易爭端中成功代表越南鯰魚養殖者勝訴。2004年與1998年越南小姐選美冠軍阮氏玉慶結婚。在被捕之前，黎公定擔任數名知名民主和宗教自由活動家的辯護律師，並以公開支持著名的越南政治異見人士而聞名。

## 被捕
2009年6月13日，警察突擊搜查了黎公定的律師事務所，以“反政府宣傳”罪名拘捕黎公定。越南公安部宣稱已經沒收了大量文件和證據表明黎公定企圖推翻越南共產黨政府。2009年12月24日，黎公定被加控“顛覆國家政權罪”。2010年1月20日，他因顛覆國家政權罪被判處有期徒刑5年。其他三位共同被告被判處7至16年徒刑。
美國國際宗教自由委員會（USCIRF）認為黎公定是“和平的人權捍衛者”，並發表聲明稱“黎公定的被捕表明在越南沒有任何人權。”美國國務院聲明稱：“逮捕黎公定與越南政府自己對國際公認的人權標準和法治的承諾相矛盾。我們敦促越南政府立即無條件地釋放黎公定以及所有其他因和平表達意見而被拘留的囚犯。”國際律師協會（IBA）的人權研究所稱逮捕是“任意”的，並在公開信中向阮晉勇總理表示關注。越南更新革命黨發表聲明，呼籲“釋放黎公定律師和其他入獄或最近被拘留的政治犯”。2009年6月17日，國際特赦組織發表聲明，呼籲當局立即釋放他，並“廢除或修改1999年刑法中將和平政治異議定為刑事犯罪的條款”。2013年2月6日，黎公定獲得減刑出獄。

## 政治觀點
黎公定認為越南共產黨只有一個派系，即“激進派”。在2007年9月的一篇文章中，他認為越南要修改憲法，使黨和國家的關係不違憲。

## 外部連結
- 黎公定的Facebook專頁